# Mary Lee Fitzhugh Custis

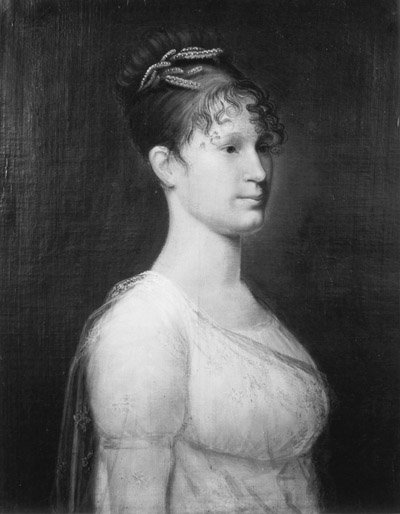
Mary Lee Fitzhugh Custis

Mary Lee Fitzhugh Custis (* 22. April 1788; † 23. April 1853 in Arlington) war eine Laienführerin der Episkopalkirche in Alexandria County, heute Arlington County in Virginia. Sie war die Tochter von William Fitzhugh (1741–1809), Mitglied des Kontinentalkongresses, und Ann Bolling Fitzhugh Randolph. Mary Lee wurde wahrscheinlich in Chatham, in Stafford County, Virginia geboren.

## Leben

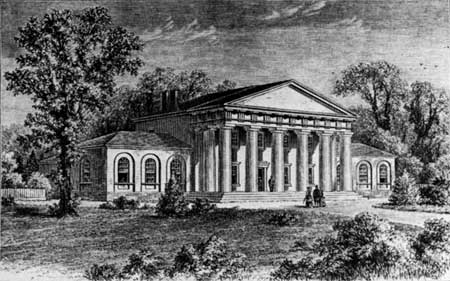
Arlington House, Zeichnung veröffentlicht 1875.

Am 7. Juli 1804 heiratete sie George Washington Parke Custis, einen Redner, Dramatiker, Schriftsteller und Enkel von Martha Custis Washington aus deren erster Ehe mit Daniel Parke Custis. „Molly“ Custis wurde damit die „Schwieger-Stiefenkelin“ von George Washington. Mollys Vater William Fitzhugh und George Washington waren lebenslange Freunde, Washington erwähnte in seinen Tagebüchern die Gastfreundschaft von Mollys Mutter Ann Bolling Randolph Fitzhugh; ein Besuch bei William Fitzhugh entpuppte als das letzte Mal, dass Washington Mount Vernon verließ vor seinem Tod.
Die Custises lebten in Arlington, einer 1.100 Acre (4,5 km²) großen Plantage in Alexandria County in Virginia. Von ihren vier Töchtern, überlebte nur Mary Anna Randolph Custis die Kindheit, sie heiratete später Robert E. Lee; Lees Vater Henry Lee hatte die Grabrede bei der Beerdigung von Präsident Washington gehalten. Custis war ein Mitglied des Familiennetzwerks im Norden von Virginia, welches geholfen hatte, in der ersten Hälfte des 19. Jahrhunderts die Episkopalkirche dieses Staates wiederzubeleben. Sie wurde dabei besonders beeinflusst von ihrem Vetter, Bischof William Meade. Custis förderte Sonntagsschulen und unterstützte die Arbeit der American Colonization Society.
Mary Lee Fitzhugh Custis starb in Arlington am 23. April 1853 und wurde auf dem Grundstück begraben. Ihr Mann überlebte sie um vier Jahre, danach erbte ihre Tochter Mary Anna Randolph Custis (Mrs. Robert E. Lee) Arlington House.